# Amy Thompson
Amy Lan Thompson (* 28. Juli 1994 in Luxemburg) ist eine luxemburgische Fußballspielerin.

## Karriere

### Vereine
Nach einem gescheiterten Versuch als Balletttänzerin, entdeckte Thompson den Fußballsport für sich. Aus der anfänglich lustigen Aktivität mit dem Ball wandte sie sich dem Vereinsfußball zu. Sie begann im Kanton Esch an der Alzette in der Gemeinde Differdingen in der Jugendabteilung des FC Progrès Niederkorn im gleichnamigen Ort. Obwohl sie der Jugendmannschaft noch bis in die B-Jugend im Jahr 2012 angehörte, spielte sie bereits in der Saison 2010/11 für die erste Mannschaft in der Dames Ligue 1, der höchsten Spielklasse im luxemburgischen Frauenfußball. Am Ende ihrer Premierensaison im Seniorinnenbereich trug sie mit 27 Toren in ihren Punktspielen zur Meisterschaft bei.  Nach einer weiteren Saison, die sie mit ihrer Mannschaft auf Platz 2 abschloss, erfolgte der erste Auslandsaufenthalt.
Anfang des Jahres 2013 nach Deutschland in den saarländischen Landkreis Merzig-Wadern gelangt, kam sie für den Stadtteilverein aus Wadern, den SV Bardenbach, in sieben Punktspielen der Rückrundensaison 2012/13 in der Gruppe Süd der seinerzeit zweigleisigen 2. Bundesliga zum Einsatz. Ihr Debüt gab sie am 17. Februar 2013 (11. Spieltag) beim 3:3-Unentschieden im Heimspiel gegen den SC Sand über 90 Minuten. Am 7. März 2013 (14. Spieltag) gelang ihr bei der 2:6-Niederlage im Heimspiel gegen die TSG 1899 Hoffenheim mit dem Treffer zum 1:3 in der 26. Minute ihr einziges Tor für den Verein. Da der Liganeuling die Spielklasse nicht halten konnte und in die drittklassige Regionalliga Südwest abstieg, wechselte sie zum 1. FC Saarbrücken. Für diesen Verein bestritt sie von 2013 bis 2015 insgesamt 38 Punktspiele, in denen ihr vier Tore gelangen. Im Wettbewerb um den DFB-Pokal nahm sie zweimal teil und bestritt insgesamt fünf Spiele, in denen sie drei Tore erzielte.
Mit ihrem erfolgreichen Abschluss an der Europäischen Schule in Luxemburg strebte sie im Jahr 2015 ein Studium in den Vereinigten Staaten an. An der Stony Brook University im Bundesstaat New York kam sie für das Sport-Team der Universität, die Seawolves, in der Spielzeit 2016 vom 16. September bis zum 27. Oktober in zwölf Meisterschaftsspielen (acht von Beginn an) in der Colonial Athletic Association zum Einsatz und erzielte fünf Tore. Nach guten Leistungen wurde sie 2016 zur „Spielerin des Jahres“ ihrer Universität gewählt.
Im Januar 2017 kehrte Thompson mit einem Studienabschluss in Soziologie nach Luxemburg zurück und pausierte sechs Monate lang. Am 3. August 2017 wurde sie als neue Co-Trainerin der Damenmannschaft des FC Progrès Niederkorn präsentiert. In der Saison 2018/19 gehörte sie als aktive Spielerin erneut dem FC Progrès Niederkorn an, für den sie im Ligabestrieb und auch im Pokal sporadisch zum Einsatz kam. In der Folgesaison übernahm sie den Posten der Cheftrainerin des Vereins. Seit dem Sommer 2021 ist sie Vertragsspielerin des Erstligisten FC Mamer 32. Dort wurde sie in der Saison 2022/23 mit 55 Treffern Torschützenkönigen der Dames Ligue 1.
Am 1. Juli 2024 wechselte die Stürmerin dann weiter zum Ligarivalen Swift Hesperingen. Dort wurde sie Vizemeisterin und in 18 Ligaspielen schoß die Stürmerin dabei 19 Treffer. Zur Saison 2025/26 schloss sich Thompson dann dem ebenfalls in der Dames Ligue 1 spielendnen FC Differdingen 03 an. 

### Nationalmannschaft
Thompson debütierte als Nationalspielerin in der A-Nationalmannschaft, die am 3. März 2011 das erste Spiel der 1. EM-Qualifikationsrunde, Gruppe 1 in Strumica für die Europameisterschaft 2013 in Schweden bestritt; das Spiel wurde mit 2:0 gegen die Nationalmannschaft Lettlands gewonnen. Im weiteren Verlauf bestritt sie auch die beiden folgenden Gruppenspiele, wie auch drei EM-Qualifikationsspiele im April 2015. Des Weiteren bestritt sie fünf WM-Qualifikationsspiele, zwei Spiele in einem Miniturnier in Asien (gegen Indonesien und Singapur) sowie 20 Freundschaftsländerspiele und im Jahr 2023 drei Länderspiele in der Gruppe 2 der Liga C in der Nations League. Mit aktuell 51 Länderspielen und 35 Treffern ist sie Rekordspielerin sowie Rekordtorschützin Luxemburgs.

## Erfolge
- Luxemburgischer Meister 2011

## Auszeichnungen
- Torschützenkönigin der Dames Ligue 1: 2022/23 (55 Tore)